# Hamul
Hamul appartient à la tribu de Juda. Il est un des fils de Pérets fils de Juda et de Tamar. Ses descendants s'appellent les Hamulites (Chamuwliy).

## Ascendance de Hamul
Hamul est un fils de Pérets,,.

## Hamul et l'Égypte
Hamul part avec Jacob pour s'installer en Égypte au pays de Goshen dans le delta du Nil.
La famille des Hamulites dont l'ancêtre est Hamul sort du pays d'Égypte avec Moïse.

## Descendance de Hamul
La descendance de Hamul n'est pas connue alors que la descendance de son frère Hesron l'est avec en particulier son fils Ram dont est issue la lignée royale et messianique.